# Бьёрклунд, Ирина
Ирина Бьёрклунд (швед. Irina Björklund; род. 7 февраля 1973 года, Дандерюд, Стокгольм) — финская актриса.
В её семье было немало деятелей финского кинематографа: бабушка актрисы Туйре Орри также была актрисой, а её дядя — известный режиссёр и актёр Йорма Нортимо.
Снималась в кино и телесериалах. Среди них известные фильмы Rukajärven tie, Levottomat, Minä ja Morrison. Ирина замужем за финским актёром Петером Франценом. В 1999 году она эмигрировала в США, в настоящий момент живёт со своим мужем в Лос-Анджелесе.
Ирина говорит свободно на финском, шведском, французском, английском и немного на русском и испанском языках.

## Фильмография
- Ottaako sydämestä? (1995) (сериал)
- Tie naisen sydämeen (1996)
- Svart, vitt, rött (1996)
- Maigret Suomessa (1996)
- Asphalto (1998)
- Vägsjälar (1998) (сериал)
- Ihanat naiset rannalla (1998)
- Jakkulista feministi (1999)
- Lapin kullan kimallus (1999)
- Дорога на Рукаярви (1999)
- Muodollisesti pätevä (1999) (сериал)
- Dirlandaa (2000) (сериал)
- The Dummy (2000)
- Levottomat (2000)
- Talismanen (2002) (сериал)
- Yorick (2002)
- Kolmas aalto (2003)
- Honey Baby (2003)
- Vieraalla maalla (2003)
- Red Is the Color of (2004)
- Red Lightning (2005)
- Trouble with Sex (2005)
- Первый после бога (Россия) (2005)
- Американец (США) (2010)
- Дорога на север / Tie Pohjoiseen (2012)